# Not Tomorrow Yet
"Not Tomorrow Yet" là tập thứ mười hai trong Phần 6 của series phim truyền hình The Walking Dead. Tập phim được phát sóng trên kênh AMC của Mỹ vào ngày 6 tháng 3 năm 2016. Khi phát sóng tại Mỹ, tập phim đã được 12,816 triệu người xem trong đó có 6,1 triệu người từ 18-49 tuổi.

## Nội dung tập
Tập phim bắt đầu bằng cảnh Carol thu thập nguyên liệu để làm bánh quy. Sau khi đã nướng xong, cô bỏ những chiếc bánh vào nhiều hộp nhỏ để mang đi phân phát cho các cư dân Alexandria. Tới nhà của Tobin và cho anh ấy nếm thử bánh, Carol nhận được lời khen ngợi từ anh.
Đúng lúc đó, họ nghe thấy tiếng thông báo rằng nhóm của Rick đã trở về sau chuyến đến tham quan cộng đồng Hilltop. Rick nhờ Sasha đi thông báo cho toàn thể cư dân một lát nữa tập trung tại nhà thờ để bàn bạc về một vấn đề quan trọng. Khi Carol hỏi rằng anh định sẽ bàn về điều gì, Rick đáp rằng: "Chúng ta chuẩn bị phải chiến đấu".
Lát sau, Morgan đến tìm gặp Carol tại nghĩa trang cộng đồng để hỏi lý do vì sao cô không kể cho mọi người biết chuyện ông lén giữ tên thủ lĩnh The Wolves trong Alexandria. Carol đáp lại rằng họ nên bỏ qua chuyện đó và để nó chìm vào quên lãng. Cô đặt một chiếc bánh quy lên mộ của Sam trước khi bỏ đi.
Tại nhà thờ, Rick thuật lại cho toàn thể cư dân biết về thỏa thuận mà nhóm anh vừa có được với cộng đồng Hilltop. Để đối lấy thực phẩm, họ cần phải tiêu diệt The Saviors - những kẻ đang đàn áp người dân Hilltop. Rick cho rằng họ cần phải tấn công chúng trước khi chúng tìm được đến Alexandria và lặp lại thảm họa mà những kẻ trong The Wolves từng gây ra. Morgan cố thuyết phục Rick rằng hãy tìm cách nói chuyện với The Saviors thay vì giết họ, tuy nhiên ý kiến của ông có vẻ không được ai ủng hộ. Cuối cùng, Rick quyết định họ sẽ vẫn làm theo kế hoạch ban đầu anh đề xuất là tiêu diệt hội The Saviors. Anh nhìn Morgan và nói rằng mình sẽ không ép buộc ai phải tham gia cuộc chiến này nếu họ không muốn giết chóc, nhưng nếu họ ở lại Alexandria thì cần phải chấp nhận thực tế đó.
Đêm hôm đó, Maggie nói với Glenn rằng cô sẽ tham gia vào cuộc tấn công căn cứ của The Saviors và nắm nhiệm vụ đứng canh chừng ở phía bên ngoài. Cô cho rằng mình cũng chịu một phần trách nhiệm trong việc này vì là người đã đưa ra thỏa thuận với Gregory.
Trong khi đó, Carol đang trằn trọc không ngủ được. Cô ngồi dậy và lấy ra một quyển sổ để bên cạnh giường. Trong đó có ghi danh sách những người sống mà Carol đã từng giết, với tổng cộng là con số "18" người được cô khoanh tròn. Lát sau, Carol ra ngoài đi dạo và hút thuốc lá. Cô gặp Tobin cũng đang thao thức ngồi trước cửa nhà anh ấy. Đến ngồi cạnh để trò chuyện, Carol được nghe Tobin bày tỏ sự ngưỡng mộ của anh dành cho cô. Anh ấy nghĩ rằng Carol giống như một "người mẹ" với tất cả mọi người trong cộng đồng, vừa quan tâm chăm sóc đến họ, nhưng cũng vừa có đủ dũng khí để làm những điều "kinh hoàng" mà không phải ai cũng dám làm. Tuy nhiên đối với riêng Tobin, anh không chỉ coi Carol như một "người mẹ" mà còn là một "thứ gì đó khác". Hai người họ lặng nhìn nhau một hồi rồi hôn nhau.
Tại nhà của họ, Abraham thu dọn đồ đạc của mình và nói với Rosita lời chia tay, rằng anh sẽ không ở cùng cô ấy nữa. Nghe thấy vậy, Rosita ngỡ ngàng và yêu cầu có được một lời giải thích. "Khi anh mới gặp em, anh đã tưởng rằng em là người phụ nữ cuối cùng trên Trái Đất này. Nhưng không phải vậy" - Abraham đáp rồi bỏ đi, để mặc Rosita bật khóc. Nhận thấy Eugene đang nhìn mình khóc, Rosita đi tới đóng sầm cửa phòng lại.
Denise và Tara đang nói chuyện cùng nhau. Tara rủ bạn gái tham gia vào chuyến đi tìm nhu yếu phẩm trong 2 tuần cùng mình. Mặc dù rất muốn, Denise vẫn đành phải từ chối. Cô giải thích rằng mình là bác sĩ duy nhất của cộng đồng và cần phải ở lại.
Ở một nơi khác, Rick cùng một vài người đang bàn kế hoạch tấn công quân The Saviors vào ngày hôm sau. Andy, người đến từ Hilltop được nhóm Rick đưa về bắt đầu vẽ một sơ đồ phác họa căn cứ nơi chúng ở. Anh ta chỉ biết rằng nơi đó có một lối vào được canh gác bởi 2 người chứ không biết bên trong có bao nhiêu người tất cả. Cuối cùng, Rick quyết định họ sẽ tấn công vào buổi đêm khi đa phần những kẻ đó đang ngủ. Anh cũng nghĩ ra một cách để có thể đi qua lối vào duy nhất của chúng. "Bọn chúng muốn có đầu của Gregory phải không? Vậy thì chúng ta sẽ đưa đầu ông ta cho chúng" - Rick nói.
Ngày hôm sau, đội quân của Alexandria bắt đầu lên đường. Tới gần căn cứ của The Saviors, họ dừng xe lại và xuống đi bộ thám thính xung quanh để chờ tới lúc trời tối. Rick nói với cha xứ Gabriel rằng một khi ông đã quyết định tham gia vào nhiệm vụ này thì sẽ không thể rút lui nữa. Cha xứ gật đầu đồng tình, ông đáp lại đầy tự tin rằng mình sẽ không trốn chạy. Khi Rick hỏi thêm rằng vì sao ông vẫn mặc bộ trang phục của linh mục, Gabriel nói rằng ông vẫn là con người của mình trước đây và thậm chí còn đùa rằng bộ đồ đen đó sẽ khiến kẻ địch khó nhìn thấy ông trong bóng tối.
Trong lúc Carol đang đứng hút thuốc, Rosita tiến lại gần và nói rằng lúc ở nhà thờ, cô suýt nữa đã kể cho mọi người chuyện Morgan làm vì quá tức giận trước ý kiến của ông ta. "Ông ta không muốn giết chóc" - Carol đáp lại và tỏ vẻ bênh vực Morgan. Rosita đành miễn cưỡng đồng tình và nói rằng cô sẽ không kể với ai về chuyện đó.
Trong rừng, Glenn và Heath đang tìm giết một vài xác sống để lấy đầu chúng làm chiếc đầu giả của Gregory. Cả hai người họ cùng chia sẻ nỗi lo lắng của mình khi chuẩn bị lần đầu tiên phải ra tay giết người.
Sau khi tất cả mọi người tập trung trở lại để nghe Rick trình bày kế hoạch đêm hôm đó, Carol tới nói chuyện riêng với anh và nói rằng cô quyết định sẽ ở lại bên ngoài để canh chừng từ xa cùng Maggie (vì cho rằng lẽ ra từ đầu Maggie không nên tham gia vào chuyện này). Tiếp theo, Rick tới chỗ của Jesus và Andy để xem những chiếc đầu giả mà mọi người đã chuẩn bị. Jesus chọn ra 1 trong ba cái có vẻ giống Gregory nhất, nhưng cảm thấy phần mũi chưa thực sự giống lắm. Nghe vậy, Rick liền cầm chiếc đầu đó lên và đấm gãy mũi nó. Anh nói rằng khi đưa đầu Gregory cho quân The Saviors xem, Andy có thể bịa ra rằng anh ta đã đấm gãy mũi Gregory do ông ta chống cự.
Đêm hôm đó, cả nhóm bắt đầu thực hiện kế hoạch tấn công. Andy lái một chiếc xe tới trước căn cứ của The Saviors và được yêu cầu dừng lại bởi hai tên lính gác. Khi chúng bước ra gặp Andy, anh ta nói rằng mình mang đầu của Gregory tới đúng như yêu cầu của chúng. Kiểm tra chiếc đầu một hồi và cảm thấy hài lòng, trong lúc một tên quay vào trong để đưa Craig (người đến từ Hilltop bị chúng bắt) ra, tên còn lại bất ngờ bị Daryl lao tới và rạch cổ chết. Ngay lập tức, tất cả những người của nhóm Rick đang nấp xung quanh chạy tới để mang xác hắn đi và dọn dẹp hiện trường. Vừa lúc tên còn lại mang theo Craig trở ra, hắn cũng bị Michonne đâm chết từ phía sau.
Xử xong hai tên lính gác và chỉ để lại Jesus, Andy, Craig, Gabriel và Tara ở ngoài canh chừng, tất cả những người còn lại cùng cầm vũ khí và bắt đầu tiến vào bên trong. Họ chia ra thành từng nhóm lẻ để vào từng phòng và cầm dao đâm chết những kẻ đang ngủ say, đồng thời tìm xem đâu là kho vũ khí của quân The Saviors. Bước cùng với Heath vào một căn phòng nọ, Glenn cuối cùng cũng vượt qua nỗi lo lắng của mình để ra tay đâm chết một người. Anh thậm chí còn tình nguyện giết một người khác thay Heath. Họ nhìn thấy trên bức tường trong phòng có hàng loạt những tấm ảnh của rất nhiều người bị đập nát đầu.
Ngồi đợi trong xe bên ngoài, Tara thổ lộ với cha xứ Gabriel rằng cô đã giấu Denise chuyện trước đây mình cũng từng tham gia vào một việc như thế này (Khi mà Tara tham gia vào kế hoạch tấn công nhà tù của The Governor). Gabriel và Jesus bèn động viên Tara rằng nếu cô thực sự yêu bạn gái mình, thì lần này việc đấu tranh của cô là có ý nghĩa.
Bên trong, Abraham và Sasha tìm thấy một căn phòng bị khóa. Trong lúc Abraham canh chừng xung quanh, Sasha cố tìm cách mở cửa căn phòng này. Tuy nhiên, họ bị phát hiện bởi một thành viên của The Saviors vừa thức dậy. Hắn tấn công Abraham nhưng bị anh đạp lùi lại và bị Sasha dùng dao đâm liên tiếp vào người. Trước khi chết, hắn đã kịp nhấn chuông báo động của khu nhà, khiến tiếng kêu vang lên inh ỏi.
Từ phía xa, Maggie và Carol cũng nghe thấy tiếng kêu này. Maggie định chạy vào để giúp nhưng bị Carol cản lại và nhất quyết rằng cô ấy phải ở bên ngoài này.
Nghe thấy tiếng súng nổ bên trong, Jesus bảo Andy đưa Craig về Hilltop, đồng thời dặn Tara và Gabriel đứng canh bên ngoài trước khi anh bịt mặt lại và tiến vào trong.
Lúc này, nhóm của Rick phải dùng đến súng khi các thành viên của The Saviors đã thức vậy và chống trả. Aaron trốn trong một căn phòng và buộc phải đâm chết một người để tự vệ. Glenn và Heath thì đang trốn chạy khỏi sự truy đuổi của hàng loạt tên khác. Họ chạy được vào kho vũ khí của chúng và cầm súng xả điên cuồng xuyên qua cánh cửa phòng. Mở cửa ra và nhìn thấy hàng loạt xác chết, họ nhận thấy một tên trong đó vẫn còn sống và đang chĩa súng về phía họ. Thế nhưng, hắn đã lập tức bị bắn chết bởi Jesus.
Bên ngoài, Tara dùng súng bắn những kẻ địch vừa chạy trốn từ trong ra. Gabriel lại gần một tên vẫn còn sống và đọc một đoạn trong kinh thánh trước khi bắn chết hắn.
Sau một hồi chiến đấu, cuối cùng nhóm Rick có vẻ đã tiêu diệt được hết những kẻ bên trong căn cứ. Rạng sáng, họ bước ra ngoài và thở phào nhẹ nhõm vì đã chiến thắng. Tara và Heath leo lên xe rời khỏi trước để bắt đầu chuyến tìm nhu yếu phẩm trong 2 tuần của họ.
Ở Alexandria, Morgan đang hàn những thanh sắt để làm một buồng giam bên trong phòng giam cộng đồng.
Thấy Michonne đang trầm ngâm suy nghĩ, Rick tiến đến hỏi Michonne xem cô đang nghĩ gì. Michonne bèn đáp rằng cô chỉ muốn biết kẻ nào là Negan trong số những tên họ đã giết. Đúng lúc đó, một thành viên The Saviors còn sống cưỡi một chiếc mô tô lao ra khỏi khu nhà nhằm chạy trốn. Hắn bị cản lại bởi Daryl, người nhận ra rằng chiếc mô tô đó chính là của anh. Vừa giáng những cú đấm liên tục vào mặt hắn, Daryl tức giận hỏi rằng hắn có được nó từ đâu. Khi Rick đang chĩa súng vào đầu tên này định bắn hắn, một giọng nói vang lên từ một chiếc bộ đàm dưới đất yêu cầu tất cả nhóm Rick hạ súng xuống. Cô ta nói rằng đang bắt giữ hai người tên Maggie & Carol và cho rằng nhóm Rick có thể sẽ quan tâm đến việc này.

## Diễn viên

### Diễn viên chính
- Andrew Lincoln vai Rick Grimes
- Norman Reedus vai Daryl Dixon
- Steven Yeun vai Glenn Rhee
- Lauren Cohan vai Maggie Greene
- Chandler Riggs vai Carl Grimes*
- Danai Gurira vai Michonne
- Melissa McBride vai Carol Peletier
- Michael Cudlitz vai Abraham Ford
- Lennie James vai Morgan Jones
- Sonequa Martin-Green vai Sasha Williams
- Josh McDermitt vai Eugene Porter
- Christian Serratos vai Rosita Espinosa
- Alanna Masterson vai Tara Chambler
- Seth Gilliam vai Gabriel Stokes
- Ross Marquand vai Aaron
- Austin Nichols vai Spencer Monroe*

### Diễn viên định kỳ
- Merritt Wever vai Denise Cloyd
- Corey Hawkins vai Heath
- Tom Payne vai Paul Rovia
- Jason Douglas vai Tobin
- Kenric Green vai Scott
- Alicia Witt vai Paula**

*Không xuất hiện trong tập này
**Chỉ có mình giọng nói

### Các diễn viên phụ khác
- Vanessa Cloke vai Anna
- Jimmy Gonzales vai Primo
- Myke Holmes vai Craig
- Ted Huckabee vai Bruce
- Mandi Christine Kerr vai Barbara
- Dahlia Legault vai Francine
- Jeremy Palko vai Andy
- David Marshall Silverman vai Kent
- Carlos Aviles vai Thành viên The Saviors
- Ian Casselberry vai Thành viên The Saviors
- G-Rod vai Thành viên The Saviors
- Steven Sean Garland vai Thành viên The Saviors

## Cái chết trong tập
- Ít nhất là 24 thành viên của hội The Saviors

## Đánh giá
"Not Tomorrow Yet" nhận được phản hồi tích cực từ giới phê bình. Trang Rotten Tomatoes có 96% trong số 25 bài đánh giá về tập phim mang phản hồi tốt. Nhận xét ngắn gọn mà trang này đưa ra là: ""Not Tomorrow Yet" thách thức sự kiên nhẫn của khán giả bằng một mở đầu khá chậm dãi và khép lại bằng hàng loạt cảnh hành động dữ dội".

## Bên lề
- Lần đầu tiên xuất hiện của: Craig, Primo.
- Tên của tập phim - "Not Tomorrow Yet" đến từ câu nói của Carol với Tobin "It's not tomorrow yet".
- Những bài hát được sử dụng trong tập phim này gồm:

"Weeds or Wildflowers" by Parsonsfield (Đầu tập)
"Arsonist's Lullabye" by Hozier (Cuối tập)
- -     - "Arsonist's Lullbaby" cũng chính là ca khúc được sử dụng trong trailer của Phần 6 ra mắt vào mùa hè 2015.
- Tập phim đánh dấu lần đầu ra tay giết người còn sống của Glenn, Tara, Gabriel và Heath.
  - Đây là lần đầu mà cha xứ Gabriel giết một người sống chưa bị cắn.
- Mặc dù Rick nhờ Sasha thông báo cho toàn thể cư dân Alexandria đến tập trung tại nhà thờ để họp bàn, chỉ có 22 người có mặt tại đó (chưa tính Rick, Jesus và Andy). Theo như số lượng xấp xỉ cư dân Alexandria mà Maggie nói ở tập trước, như vậy có khoảng hơn 30 người đã vắng mặt trong cuộc họp bàn này.
- Chiếc áo mà Eugene mặc trong cảnh với Rosita có dòng chữ "Virginia Is For Lovers" - câu slogan quảng bá tiêu biểu của các công ty và ngành du lịch bang Virginia, Mỹ.
- Hàng loạt những chiếc đầu giả từ kho đạo cụ của Greg Nicotero đã được sử dụng trong tập phim này, trong đó có một chiếc đầu được dựa trên hình mẫu của Johnny Depp, một chiếc khác thì được dựa trên chính Nicotero.

## Lỗi phim
- Cuốn sổ mà Carol ghi tên những người sống cô từng giết bao gồm: R(yan), K(aren), D(avid), L(izzie), 3 người ở sân trước Terminus (thiệt mạng do pháo hoa cô bắn), 4 người khi cô tiến vào bên trong Terminus (gồm cả "người phụ nữ trong căn phòng nến" tức Mary), và 7 thành viên của The Wolves. Tuy nhiên, số lượng thành viên The Wolves mà Carol giết trong hai tập "JSS" và "No Way Out" chắc chắn nhiều hơn 9 người. Bên cạnh đó, cô còn quên không ghi tên E(rin), người phụ nữ cư dân Alexandria bị một tên thuộc The Wolves chém vào bụng mà Carol cũng đã phải ra tay giết để giữ im lặng trong tập "JSS".